# Mark Janicello

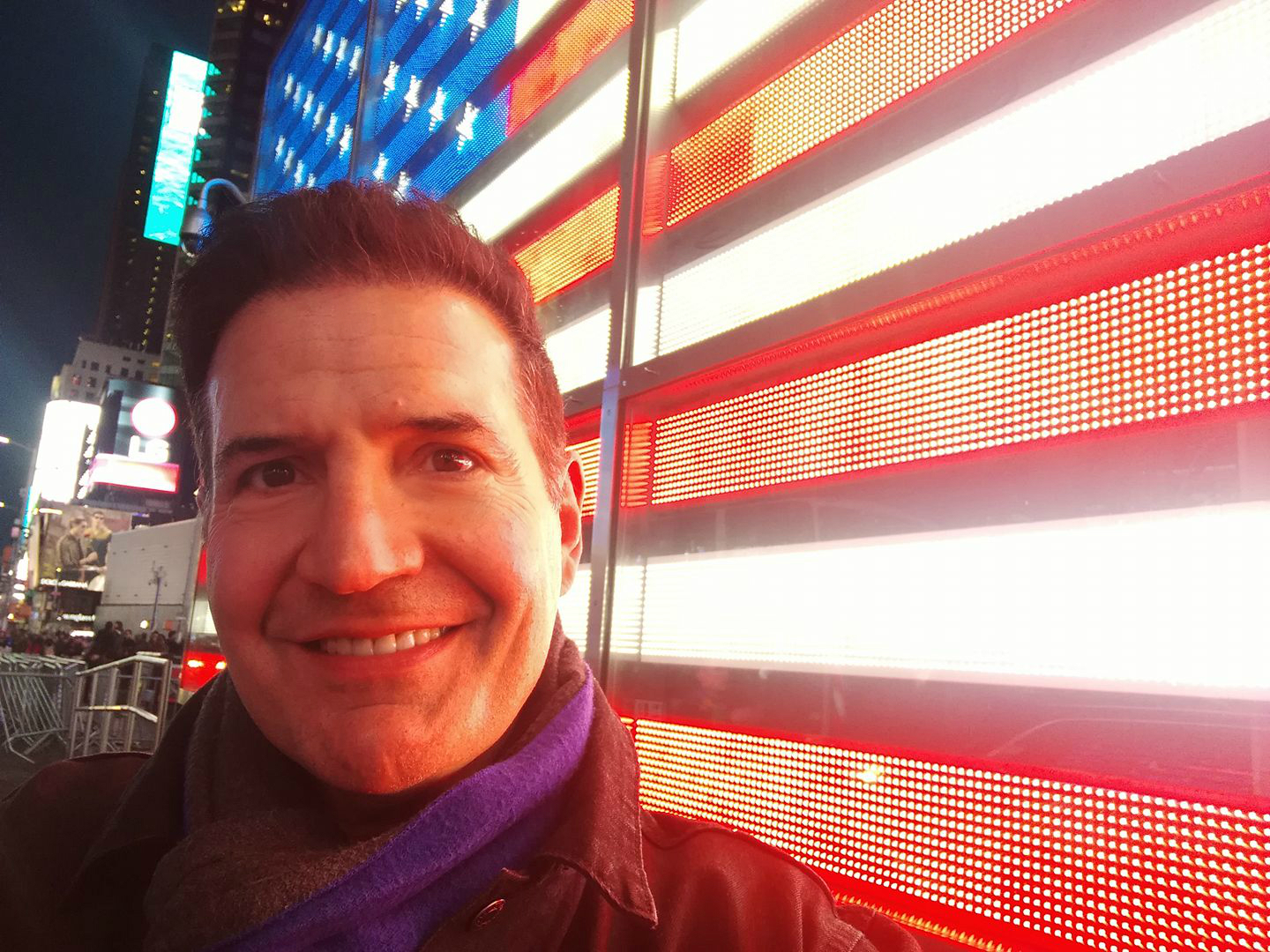
Janicello en Times Square, 2017

Mark Janicello (Brooklyn, 3 de noviembre de 1962) es un cantante, actor, productor y escritor estadounidense que reside en la actualidad en Berlín.

## Trayectoria
Comenzó cantando en el metro de Nueva York en los años 1980 como parte del programa Music Under New York de la Autoridad de Tránsito de Nueva York, e hizo su debut operístico como Cassio en el Otelo de Verdi. Siguió con sus actuaciones en el metro y en 1990 lo descubrió la directora de orquesta Eve Queler, con la que actuó en Roberto Devereux de Donizetti en el Carnegie Hall.
El Stadttheater Klagenfurt lo contrató para hacer de Elvis Presley en 1997 en Elvis:A Musical Biography que recorrió varios teatros de Alemania y Austria. En 1998, Janicello produjo, dirigió y protagonizó The Chamelon Concert y en 1999 estrenó su obra Be My Love:The Mario Lanza Musical. En 2001, Janicello escribió el libro y trabajó como letrista en Charlie:A New Musical
En octubre de 2012, coprotagonizó el musical de estilo Broadway Loving the Silent Tears, dirigido por Vincent Paterson, con Jody Watley, Jon Secada, Liz Callaway, Debbie Gravitte, Kiril Kulish, Flo Ankah y Patti Cohenour.
Publicó su autobiografía Naked in the Spotlight: My Life with Sex, Singing and Scientology/Nackt im Rampenlicht: Mein Leben mit Sex, Singen und Scientology en 2011.
Desde marzo de 2018, Janicello trabaja para la website de teatro broadwayworld.com.